# El inquilino (Doctor Who)
El inquilino (The Lodger) es el undécimo episodio de la quinta temporada moderna de la serie británica de ciencia ficción Doctor Who, emitido originalmente el 12 de junio de 2010. Se trata del ya tradicional episodio "ligero" de la temporada, un episodio en el cual el Doctor, el acompañante, o ambos pasan a interpretar un papel muy secundario y su rol es asumido por otros personajes. En este caso, supuso el debut de James Corden como Craig Owens. Su guionista basó el episodio en una tira cómica que escribió para Doctor Who Magazine en 2006 titulada The Lodger.

## Argumento
Tras salir de la TARDIS en la Colchester de la actualidad, una onda expansiva empuja al Undécimo Doctor, y la TARDIS, con Amy Pond dentro, se desmaterializa al Vórtice del Tiempo y no logra rematerializarse. Con la ayuda de Amy, el Doctor sigue la pista de la perturbación hasta el segundo piso de una casa. El Doctor decide coger una habitación de alquiler en el piso de abajo, cuyo dueño es Craig Owens, para así investigar lo que hay en el segundo piso sin alertar a lo que quiera que está allá arriba de su naturaleza de Señor del Tiempo. Ni Craig ni el Doctor saben que algo ha estado atrayendo a gente hacia el piso superior, y nadie ha regresado, pero el Doctor es consciente de extraños bucles temporales y perturbaciones en la TARDIS que coinciden con ruidos que vienen del piso de arriba...

### Continuidad
Al final del episodio, el Doctor le da instrucciones a Amy de que le deje una nota con la dirección de Craig, cuya versión más joven tenía al principio del episodio. En el final de la serie, El Big Bang, se muestra esa escena cuando la línea del Doctor se rebobina y visita distintos puntos de su pasado. El plató de la nave se reutilizó en El astronauta imposible y El día de la luna, donde estaban conectados con la Orden del Silencio. Corden volvería a interpretar a Craig en el episodio Hora de cerrar la siguiente temporada.

## Producción
El inquilino está basado en una tira cómica del mismo título, escrita por Gareth Roberts para el número 368 de Doctor Who Magazine en 2006. En la tira aparecía el Décimo Doctor pasando varios días en el piso de Mickey Smith, esperando a que Rose Tyler y la TARDIS le alcanzaran en unos días, y por casualidad salvando la Tierra escondiéndola de la flota errante de una raza alienígena violenta. La historia se basó en ideas que Roberts tuvo de niño imaginando al Doctor experimentando el día a día de la vida humana, y cómo disfrutaba historias ambientadas en la Tierra en lugar de en el espacio. La tira le encantó al nuevo productor ejecutivo Steven Moffat, que le dijo entusiasmado a Roberts de que "tenía que hacer" The Lodger como episodio. Anteriormente, Roberts había tenido la idea de hacer la versión televisiva, pero nunca lo mencionó.
De la tira cómica tomó elementos como confundir el destornillador sónico con el cepillo de dientes, y la aptitud del Doctor para el fútbol. Sin embargo, Roberts dijo que el episodio era "una situación completamente diferente" a la del cómic, ya que el Doctor no conocía a Craig como a Mickey, y había un enemigo añadido en el piso de arriba. Cuando Roberts comenzó a escribir el episodio, conocía el arco de la temporada, pero no sabía quien iba a ser elegido como el Undécimo Doctor. Roberts basó las frases del Doctor en las que había escrito Moffat en los guiones ya completos, y el resto de la caracterización la añadió Matt Smith al leerlas.
Matt Smith hizo él mismo las escenas del partido de fútbol. Ya tenía experiencia previa como futbolista juvenil, habiendo jugado para los equipos juveniles de Northampton Town F.C., Nottingham Forest F.C. y Leicester City F.C. antes de que una lesión en la espalda le hiciera enfocarse a la interpretación. Así, necesitó pocos ensayos para la secuencia.

## Emisión y recepción
Las mediciones nocturnas de audiencia fueron de 4,6 millones de espectadores, al enfrentarse a la preparación del partido de Inglaterra en el Mundial de fútbol 2010. Cuando se calculó la medición definitiva, el episodio tuvo una audiencia de 6,44 millones de espectadores. Fue el sexto programa más visto de la semana en BBC One y el 21º entre todos los canales. Aunque fue el segundo programa más visto del día, fue el episodio con menor audiencia de la quinta temporada. Aun así, tuvo una puntuación de apreciación de 87, considerada "excelente", una de las más altas de la temporada.
El episodio se publicó en DVD y Blu-Ray junto con Vincent y el Doctor, La Pandórica se abre y El Big Bang el 6 de septiembre de 2010. Después se publicó en DVD con el resto de la temporada el 8 de noviembre de 2010.

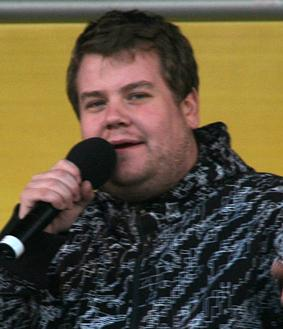
La crítica alabó la química y la interpretación de Matt Smithy James Corden (en la foto)

El inquilino tuvo críticas entre positivas y mezcladas. Gavin Fuller, del Daily Telegraph, dijo del episodio "una delicia", "se disfruta de él de principio a fin" y "en ocasiones divertido". En particular alabó a Corden y Haggard por evitar los habituales clichés de la comedia romántica, y la interpretación de Smith del Doctor como casi humano pero no del todo. Sin embargo, expresó cierta decepción en que no se explicara el origen de la máquina del tiempo acechante. Dan Martin de The Guardian calificó al episodio como "uno de los episodios más fuertes del año". Alabó la interpretación de Smith y Corden, pero se preguntó por qué el Doctor no usó su alias habitual de "John Smith" cuando finge ser humano.
Patrick Mulkern de Radio Times alabó a Corden y Smith, pero dijo que no le satisfizo. No le enganchó el villano del piso de arriba, deseo más "momentos de reír a carcajadas que de bromas de humor" y le disgustó el que el Doctor pareciera "disminuido" cuando se le lanzó a la atmósfera del día a día. En una crítica para IGN, Matt Wales le dio un 7 sobre 10, y se refirió a él como "uno de los episodios más mullidos" en términos de trama, pero dijo que fue "divertido como una aventura del patito fuera del agua". Calificó a Smith como "una absoluta delicia de ver" y dijo que Corden y Haggard "conectaron admirablemente". Sin embargo, criticó los "elementos más tradicionales de Who", como la amenaza alienígena que la dirección dejó "desprovista de casi toda la tensión", las apariciones ocasionales de Amy que no parecían encajar con el resto de la historia, y la corta resolución, donde "todo colapsó en un revoltijo incomprensible".
Russell Lewin de SFX le dio a The Lodger 3,5 estrellas sobre 5, diciendo que estaba "lleno de diálogo ingenioso" y fue una "diversión agradable" antes del final. Lo puso a "mitad de la tabla" entre los otros episodios de la serie. Keith Phipps de The A.V. Club le dio un sobresaliente bajo, diciendo que fue una "salida divertida" que permitió a Smith mostrar profundidad cómica como el Doctor, y también alabó a las estrellas invitadas. Aunque mencionó que el alienígena en el piso de arriba era "un tema muy manido", le gustó por ser una metáfora de "la trampa de la complacencia y las formas en que quedarse en el bache puede llevar a seguridad, estancamiento e ignorancia del peligro que acecha justo en el exterior de las cuatro paredes de uno.